# Au jardin du Luxembourg
Au jardin du Luxembourg est une peinture à l'huile sur  toile réalisée par Albert Edelfelt et achevée en 1887. Elle représente une scène se déroulant dans le jardin du Luxembourg à Paris, en France. Le tableau est devenu une sorte de symbole d'Edelfelt et de l'art finlandais en général, à une époque où Paris était le centre du monde de l'art. L'œuvre est également une des plus grandes peintures d'Edelfelt et l'une des peintures importantes de l'artiste à avoir été réalisée en plein air.

## Description
Le tableau représente des femmes et des enfants jouant sur le sol sablonneux du jardin du Luxembourg. Des femmes sont assises sur des chaises et se détendent lors d'une belle journée d'été. Au premier plan, une fille tient un cerceau en bois. Au milieu, une fille et le seul garçon représenté jouent. Le tableau a pour objectif de représenter le quotidien des familles parisiennes aisées et la vie des enfants à la fin du XIXe siècle à Paris.

## Analyse
D'après Timo Huusko, dans Les Jardins du Luxembourg, Edelfelt semble très « anémique » mais montre la couleur de la joie au milieu de l'afflux de peintures impressionnistes, même s'il est sur le point de recevoir des critiques élogieuses. Contrairement à ses habitudes, Edelfelt s'est efforcé de décrire un instant fugace en peinture, ce qui est caractéristique de l'impressionnisme. Edelfelt fait notamment beaucoup de croquis sur place. Cependant, il termine le travail en grande partie à Haikko. 
Edelfelt est, à cette époque, déjà assez connu du monde de l'art parisien pour y avoir vécu une dizaine d'années. Parmi ses œuvres, il n'y a pas d'autres grandes œuvres sur le thème de Paris. La raison en est probablement qu'à Paris, il a su se démarquer de la concurrence avec des sujets finlandais exotiques.

## Expositions
La peinture est exposée pour la première fois à l'exposition de la Galerie Petit en mai 1887. Elle reste ensuite à Paris, dans la collection de Viktor Antell. Depuis, le tableau appartient au Ateneum Art Museum, où il a été enregistré en 1908. Viktor Antell le lègue avec le reste de sa collection de peintures à l'État de Finlande.

## Film documentaire
La genèse de la peinture est relatée dans un film documentaire en 1987, réalisé par Tapani Lundgren, Marjatta Levanto et Levanto Yrjänä. Durant 14 minutes, le film raconte l'origine de la peinture en s'appuyant sur les lettres d'Edelfelt. Dans ses lettres, le peintre décrit notamment son désespoir quand la peinture n'avance pas assez et sa satisfaction quand un détail est finalement réussi. Le film relate un travail en cours pendant un an et demi.